# 女巫的預言
〈女巫的預言〉（Völuspá）是詩體埃達中的第一首詩，講述世界的誕生與終結，由一名女巫講述給奧丁。〈女巫的預言〉是北歐神話中極其重要的文本。
亨利·貝洛斯 (Henry Adam Bellows) 曾出版過詩體埃達的英文譯本，他認為詩體埃達可追溯至西元十世紀，由一名曾接觸過基督教的冰島人所撰寫，亨利·貝洛斯也認為早期的讀者非常熟悉詩體埃達中的故事，不用多餘的解釋便能讀懂。

## 保存狀況
〈女巫的預言〉出現於皇家手稿 (Codex Regius) 上，皇家手稿的年代大約是西元1270年，豪克之書 (Hauksbók) 上也有記載〈女巫的預言〉，豪克之書的年代大約為西元1334年。斯諾里·斯蒂德呂松撰寫的埃達中引用並改寫了〈女巫的預言〉中的內容，學者推測埃達的撰寫年代為西元1220年，而現存發現最古老的文本年代則是西元1300年。女巫的預言大約有60個詩節。
〈女巫的預言〉內容順序與詩節在不同的文本中不一致，後世的作者和譯者會重新編排其內容，通常會以皇家手稿的版本為基礎進行調整。

## 大意
詩的開頭女巫要求海姆達爾的後裔（人類）安靜，並詢問奧丁是不是想要她複誦遠古預言，女巫還說道她還記得在遠古時期時養育她的約頓巨人。
接著女巫講述創世神話與尤彌爾：起初世界一片虛無，後來包爾將大地舉出海面，亞薩神族將太陽、月亮，與星辰一一安放，於是便有了晝夜循環。隨後是黃金時代，亞薩神族擁有無數的黃金，開心地生活著，到處建造神廟，製造無數工具，後來從約頓海姆來了三位力量強大的女巨人，黃金時代就此終結，亞薩神族創造矮人，其中摩索尼爾和杜林為矮人中的最強者。
上述為十個詩節的內容，接下來六個詩節包含大量矮人的名字，後稱「矮人名錄 (Dvergatal)」，很多學者認為這個部分是後人加進去的，因此被很多作者與譯者忽略。

在矮人名錄之後是世界上第一位男人與女人和世界之樹的故事，隨後女巫提到受到火刑的古爾維格，亞薩神族與華納神族戰爭的導火線，之後女巫回憶起女神弗蕾雅被送給約頓巨人的故事。接著女巫說自己知道奧丁的秘密，也知道奧丁曾以一隻眼睛作為代價換取智慧，女巫重複詢問奧丁是否聽夠沒有，需不需要聽更多的故事。

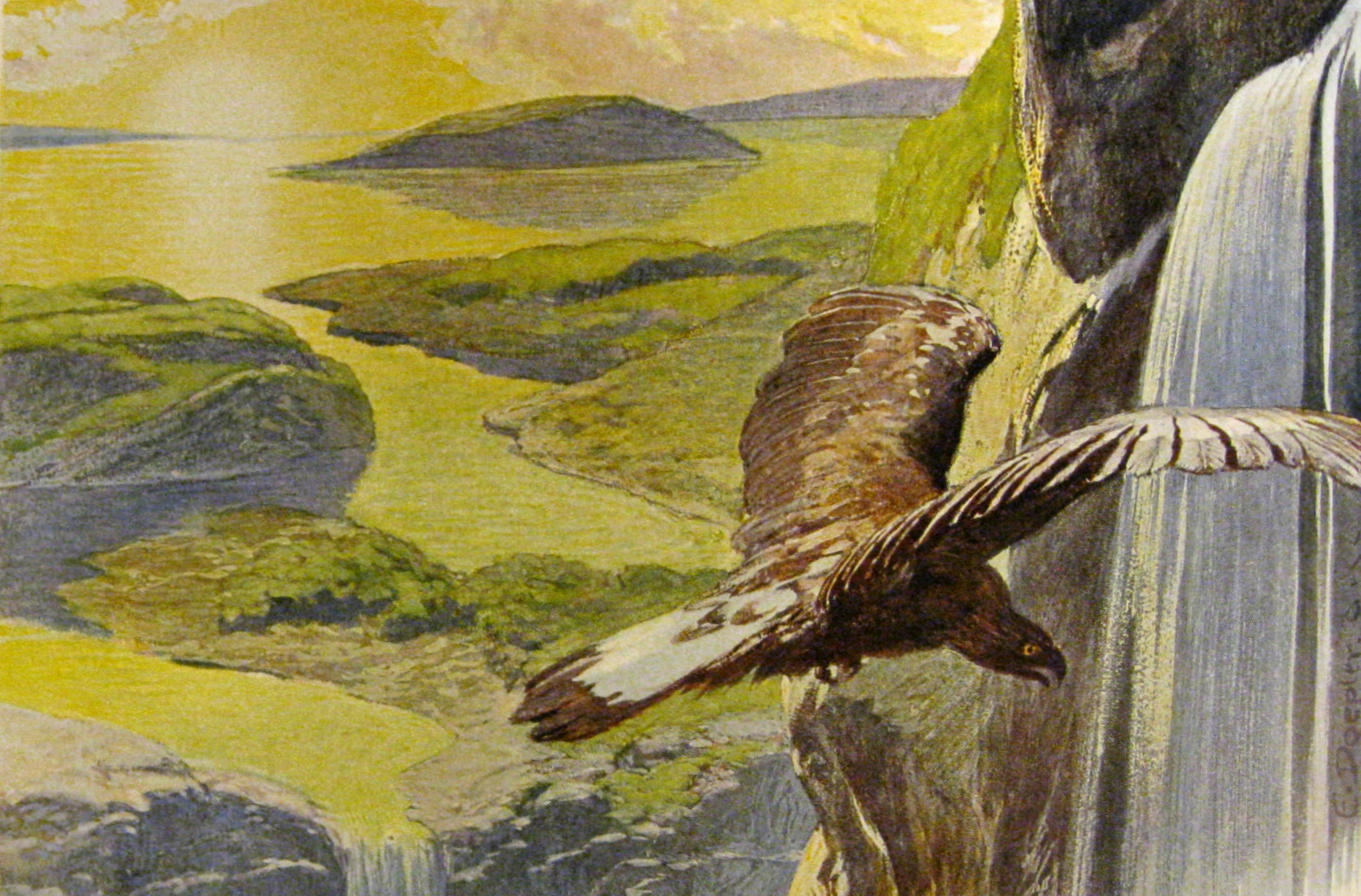
諸神黃昏後的新世界，由埃米爾•多普勒 (Emil Doepler) 繪製

在皇家手稿的版本中，女巫繼續說下去，提到光芒之神巴德爾會被殺害，接著預言天空將陷入火海，大地將被血覆蓋，諸神會於戰鬥中紛紛殞命，這是無可避免的命運，是諸神黃昏。女巫提到奧丁將會命喪於巨大魔狼芬里爾的口中，索爾將與巨蛇耶夢加德同歸於盡，奧丁之子維達會為父報仇手刃魔狼芬里爾，弗雷將命喪於火焰巨人史爾特爾。
諸神黃昏之後，新世界從舊世界的灰燼中升起，光明之神巴德爾與黑暗之神霍德爾幸免於難，大地再次變得綠意盎然，殘存的亞薩神族與海尼爾在艾華爾會合，討論著巨蛇耶夢加德、過去發生的事，以及盧恩符文。最後一個詩節提到不死之龍尼德霍格飛越天際，雙翅上挾著無數的遺體。

## 理論
〈女巫的預言〉是詩體埃達中最備受討論的詩，年代可追溯至西元十世紀，早於冰島皈依基督教之前。有些學者堅持〈女巫的預言〉有受到基督教的影響，認為其中有些內容與西比拉神諭相似。亨利·貝洛斯於1936年說道〈女巫的預言〉可追溯至西元十世紀，當時基督教與冰島傳統信仰共存，不同的宗教間互相接觸，因此〈女巫的預言〉的作者可能對基督教有些瞭解，並將一些內容融入至〈女巫的預言〉中。
有些學者認為矮人名錄 (Dvergatal ) 和「統治他們全部的至高者」是後人加進去的，有些學者認為「統治他們全部的至高者」的形象類似耶穌，但是亨利·貝洛斯並不認同這種說法。

## 大眾文化
- 托爾金撰寫的哈比人中的角色甘道夫名字便是來自〈女巫的預言〉中的人名[8]。
- 維京傳奇中將〈女巫的預言〉的一些詩節改編為戰歌。
- Burzum 2012年的專輯Umskiptar 部分歌詞改編自〈女巫的預言〉。

## 相關文本
- Bugge, Sophus (1867). Norræn fornkvæði. Christiania: Malling. Available online （页面存档备份，存于）
- Dronke, Ursula (1997). The Poetic Edda Volume II Mythological Poems. Oxford: Clarendon Press.
- Eysteinn Björnsson (ed.). Völuspá. Available online
- Gunnell, Terry  and Annette Lassen, eds. 2013. The Nordic Apocalypse: Approaches to Völuspa and Nordic Days of Judgement. Brepols Publishers. 240 pages. ISBN 978-2-503-54182-2
- McKinnell, John (2008). "Völuspá and the Feast of Easter," Alvíssmál 12:3–28. (pdf （页面存档备份，存于）)
- Sigurður Nordal (1952). Völuspá. Reykjavík: Helgafell.
- Ólason, Vésteinn. "Vǫluspá and time." In The Nordic Apocalypse: Approaches to Vǫluspá and Nordic Days of Judgement, pp. 25–44. 2013.
- Thorpe, Benjamin (tr.) (1866). Edda Sæmundar Hinns Froða: The Edda Of Sæmund The Learned. (2 vols.) London: Trübner & Co. Norroena Society edition available online （页面存档备份，存于） at Google Books

## 外部連結

### 英文譯本
- Voluspo （页面存档备份，存于） Translation and commentary by Henry Adams Bellows
- Völuspâ （页面存档备份，存于） Translation by Benjamin Thorpe

### 古北歐語的版本
- Völuspá （页面存档备份，存于） Sophus Bugge's edition and commentary with manuscript texts
- Völuspá Eysteinn Björnsson's edition with manuscript texts
- Völuspá Guðni Jónsson's edition